# 中国共産党湖北省委員会
中国共産党湖北省委員会（ちゅうごくきょうさんとうこほくしょういいんかい）は中国共産党に所在する湖北省を運営する組織である。
中国共産党湖北省委員は中国共産党湖北省大会という選挙によって選出される。大会が開催されていない期間は、中国共産党中央委員会の指示を湖北省で実行し、湖北省の行動を指導し、中国共産党中央委員会に定期的に報告する。

## 沿革
1921年10月、中国共産党湖北省委員に設立。

## 構成機関
『湖北省機構改革方案』によると、中国共産党湖北省委員会には15の工作機関が設置され、工作機関が管理する機関（副庁級）が1つある。中国共産党湖北省委員会は以下の機構を設置している：
- 中国共産党湖北省委員会弁公庁

### スキル部門
- 中国共産党湖北省委員会組織部
- 中国共産党湖北省委員会宣伝部
- 中国共産党湖北省委員会統一戦線工作部
- 中国共産党湖北省委員会政法委員会

### 仕事部門
- 中国共産党湖北省委員会組織部政策研究室
- 中国共産党湖北省委員会組織部国家安全委員会弁公室
- 中国共産党湖北省委員会網絡安全・情報化委員会弁公室
- 中国共産党湖北省委員会財経委員会弁公室
- 中国共産党湖北省委員会機構編成委員会弁公室
- 中国共産党湖北省委員会軍民融合発展委員会弁公室
- 中国共産党湖北省委員会台港澳工作弁公室
- 中国共産党湖北省委員会巡回指導者小組弁公室
- 中国共産党湖北省委員会老幹部局

### 派遣機関
- 中国共産党湖北省委員会直属機関工作委員会

### 直属事業単位
- 中国共産党湖北省委員会党校
- 湖北社会主義学院
- 『湖北日報（中国語版）』社
- 中国共産党湖北省委員会党史研究院
- 湖北省公文書館

……

### 作業組織が管理する機関
- 中国共産党湖北省委員会機密局（省委員会弁公庁が管理する）

## 職責
『中国共産党地方委員会工作条例』によると、中国共産党地方委員会は主に政治、思想と組織指導を実行し、以下の職能を担う：
1. 地域の主要な問題についての意思決定を行う。
2. 法的手続きを通じて、党組織の主張を地方の規制、地方政府の規則又はその他の政令にする。
3. 地域の思想文化宣伝工作に対する指導を強化し、イデオロギー工作の指導権、発言権をしっかりと掌握する。
4. 幹部管理権限に従い幹部を任免し、管理し、地方国家機関、政協組織、人民団体、国有企業事業単位等に重要幹部を推薦する。
5. 人民代表大会、政府、政治協商会議、裁判所、検察院、人民団体などが法により規約に基づき独立して責任を負い、協調一致して業務を展開することを支持・保証し、これらの組織における党グループの指導の核心的役割を発揮する。
6. 地域の群団活動と統一戦線活動に対する指導を強化する。
7. 所属する党組織と広範な党員を動員、組織し、大衆を団結させて党の目標任務を実現する。

## 歴代の書記
| 肖像 | 氏名   | 氏名（簡体字） | 就任       | 退任       | 注    |
| ---- | ------ | -------------- | ---------- | ---------- | ----- |
|      | 李先念 | 李先念         | 1949年5月  | 1954年5月  |       |
|      | 王任重 | 王任重         | 1954年5月  | 1966年5月  |       |
|      | 曽思玉 | 曾思玉         | 1970年3月  | 1975年7月  |       |
|      | 趙辛初 | 赵辛初         | 1975年7月  | 1978年8月  |       |
|      | 陳丕顕 | 陈丕显         | 1978年8月  | 1982年     |       |
|      | 関広富 | 关广富         | 1983年2月  | 1994年11月 |       |
|      | 賈志杰 | 贾志杰         | 1994年12月 | 2000年12月 |       |
|      | 蔣祝平 | 蒋祝平         | 2000年12月 | 2001年12月 |       |
|      | 兪正声 | 俞正声         | 2001年12月 | 2007年12月 |       |
|      | 羅清泉 | 罗清泉         | 2007年12月 | 2010年12月 |       |
|      | 李鴻忠 | 李鸿忠         | 2010年12月 | 2016年9月  |       |
|      | 蔣超良 | 蒋超良         | 2016年10月 | 2020年2月  | [ 1 ] |
|      | 応勇   | 应勇           | 2020年2月  | 2022年3月  | [ 2 ] |
|      | 王蒙徽 | 王蒙徽         | 2022年3月  | 2024年12月 | [ 3 ] |
|      | 王忠林 | 王忠林         | 2024年12月 | 現在       | [ 4 ] |

## 歴代の構成員
初期（1949年5月-1956年7月）
- 書記：李先念（1949年5月-1954年5月）、王任重（1954年5月-1956年7月）[5]

第一期省委（1956年7月-1960年4月）
- 第一書記：王任重
- 書記處書記：張平化（-1959年）、張体学、王延春、趙辛初、許道琦、王樹成、劉仰嶠（1959年-）

第二期省委（1960年4月-1966年5月）
- 第一書記：王任重
- 第二書記：張体学（1965年5月-）
- 常務書記：張体学（1960年10月-）
- 書記處書記：張体学（1960年4月-1960年10月）、王延春（-1965年5月）、劉仰嶠（1960年4月-1961年；1963年-1964年）、趙辛初（-1965年8月）、許道琦、王樹成、宋侃夫、楊鋭（1961年-）、王玉珍（1964年-）
- 候補書記：姜一（1964年-）

第三期省委（1970年3月-1976年10月）
- 第一書記：曽思玉（-1975年7月）、趙辛初（1975年7月-）
- 第二書記：劉豊（1971年3月-1972年2月）、王六生（1972年2月-））
- 書記：張体学（1971年3月-1973年9月）、張玉華、孔慶徳、姜一、潘振武（1971年3月-）、趙修（1972年12月-）、韓寧夫、宋侃夫（1972年12月-）

第三期省委（1976年10月-1983年11月）
- 第一書記：趙辛初（-1978年8月）、陳丕顕（1978年8月-1982年）
- 第二書記：陳丕顕（1977年7月-1978年6月）、韓寧夫（1982年8月-1983年2月）
- 常務書記：王全国（1982年11月-1983年12月））
- 書記：張玉華（1982年11月-1983年12月）、孔慶徳（-1978年8月）、姜一（-1977年7月）、潘振武（-1983年）、趙修（-1977年4月）、韓寧夫（-1983年2月）、王克文（-1978年1月）、宋侃夫（-1977年5月）、顧大椿（1977年5月-）、李任之（1978年10月-1982年8月）、許道琦（1978年3月-1982年8月）、黄知真（1978年10月-）、黎韋（1982年8月-1983年2月）、沈因洛（1982年10月-）

第四期省委（1983年12月-1988年12月）
- 書記：関広富（1983年2月-）
- 副書記：王全国（-1985年）、黄知真（-1985年12月）、沈因洛（-1985年12月）、王群、銭運録、郭振乾（1985年12月-）、趙富林（1985年12月-）

第五期省委（1988年12月-1993年12月）
- 書記：関広富
- 副書記：郭振乾、趙富林、銭運録

第六期省委（1993年12月-1998年10月）
- 書記：関広富（-1994年11月）、賈志杰（1994年11月-1998年10月）
- 副書記：賈志杰、回良玉、銭運録、蔣祝平（1995年2月-1998年10月）

第七期省委（1998年10月-2002年6月）
- 書記：賈志杰（1998年10月-2000年12月）、蔣祝平（2000年12月-2001年12月）、兪正声（2001年12月-2002年6月）
- 副書記：蔣祝平（1998年10月-2000年12月）、羅清泉（1999年1月-2002年6月）、張国光（2000年12月-2002年6月）、銭運録（1998年10月-1998年12月）、楊永良、王生鉄

第八期省委（2002年6月-2007年6月）
- 書記：兪正声
- 副書記：羅清泉、楊永良、黄遠志、鄧道坤、張国光（2002年6月-2004年2月）
- 常務委員：兪正声、羅清泉、楊永良、黄遠志、鄧道坤、宋育英、陳訓秋、賈富坤、蘇暁雲、周堅衛、孫志剛、張昌爾[6]

第九期省委（2007年6月-2012年6月）
- 書記：兪正声（2007年6月-2007年10月）、羅清泉（2007年10月-2010年12月）、李鴻忠（2010年12月-2012年6月）
- 副書記：羅清泉（2007年6月-2007年10月）、李鴻忠（2007年12月-2010年12月）、王国生（2010年12月-2012年6月）、楊松
- 常務委員：兪正声（2007年6月-2007年10月）、羅清泉（2007年6月-2010年12月）、李鴻忠（2007年12月-2012年6月）、王国生（2010年12月-2012年6月）、宋育英、蘇暁雲、苗圩、張昌爾、苑世軍、阮成発、李明波、潘立剛、湯濤、呉永文

第十期省委（2012年6月-2017年6月）
- 書記：李鴻忠（2012年6月-2016年9月）、蔣超良（2016年10月-）
- 副書記：王国生（-2016年6月）、張昌爾（-2016年4月）、王暁東（2016年4月-）、陳一新（2017年1月-）
- 常務委員：李鴻忠（-2016年9月）、王国生（-2016年6月）、王暁東、阮成発（-2016年12月）、侯長安（-2017年3月）、傅徳輝、黄楚平、馮暁林（2014年11月-）、梁惠玲（女）（2015年4月-2016年12月）、梁偉年（2015年4月-）、范鋭平（-2013年5月）、陳大民（回族）（-2014年7月）、楼陽生（-2014年7月）、張岱梨（女）（-2015年4月）、尹漢寧（-2015年4月）、王君正（2013年7月-2016年1月）、賀家鉄|賀家鉄（2014年9月-2016年2月）、張昌爾（-2016年4月）、于紹良（2016年2月-）、蔣超良（2016年10月-）、任振鶴（2016年12月-2017年2月）、周霽（2016年12月-）、爾肯江·吐拉洪（維吾爾族）（2017年3月-）、王艶玲（女）（2017年3月-）、王立山（2017年3月-）[7]

第十一期省委（2017年6月-2022年6月）
- 書記：蔣超良（－2020年2月）、応勇（2020年2月－2022年3月）、王蒙徽（2022年3月－）
- 副書記：王暁東（-2021年4月）、陳一新（－2018年3月）、馬国強（2018年3月－2020年2月）、王瑞連（2020年10月－2021年3月）、王忠林（2021年4月－）、李栄燦（2022年3月－）
- 常務委員：蔣超良（－2020年2月）、王暁東（-2021年4月）、陳一新（-2018年3月）、爾肯江·吐拉洪（維吾爾族）、黄楚平（-2021年1月）、王艶玲（女）、于紹良（-2018年7月）、梁偉年（-2020年2月）、王立山（-2021年2月）、周霽（-2020年12月）、王祥喜（-2019年3月）、李楽成（－2021年10月）[8]、馬濤（2018年1月-2021年9月）、馬国強（2018年3月-2020年2月）、王瑞連（2018年10月-2021年3月）、羅永綱（2019年4月-2019年10月）、王賀勝（2020年2月-2021年5月）、応勇（2020年2月-2022年3月）、王忠林（2020年2月-）、許正中（2020年7月-）、李栄燦（2021年4月-）、侯淅瑉（2021年5月-）、謝東輝（2021年9月-）、郭元強（2021年9月-）、董衛民（2021年10月-）、張文兵（2021年12月-）、王蒙徽（2022年3月-）

第十二期省委（2022年6月至今）
- 書記：王蒙徽（-2024年12月）、王忠林（2024年12月-）
- 副書記：王忠林（-2024年12月）、李栄燦（-2023年1月）、諸葛宇杰（2023年3月-）、李殿勛（2024年12月-）
- 常務委員：王蒙徽（-2024年12月）、王忠林、李栄燦（-2023年1月）、侯淅瑉、郭元強、許正中（-2023年5月）、張文兵、董衛民（-2023年8月）、肖菊華（女）（-2024年11月）、寧詠、王祺揚（—2024年12月）、陳新武（-2023年7月）、周月星（2022年9月-2024年5月）、諸葛宇杰（2023年3月-）、琚朝暉（2023年5月-）、邵新宇（2023年9月-）、呉海濤（2023年11月-）、酈斌（2024年5月-）、王林虎（2024年11月-）、李殿勛（2024年12月-）